# Birger Fougel
Birger Fougel eller Birger Vogel, född 1715, död 1 februari 1799 i Stockholm, var en svensk bryggare, ålderman i bryggareämbetet.

## Biografi
1757 bekostade Fougel en förlängning av lastbron över järngraven vid Slussen. 1758 köpte han godset Enskede gård av riksrådet Gustaf Palmfelt, och innehade det till 1778 då han sålde det till fabrikören Anders Östberg för 13 888 riksdaler, 42 skilling och 8 runnstycken specie.
Fougel satt även i kyrkorådet för Maria Magdalena församling.
Utöver ovan var Fougel även medlem i Svenska Frimurare Orden och var en av direktörerna för Frimurarebarnhuset. Han förlänades Serafimermedaljen.

### Familj
Fougel var gift med Ulrika Charlotta Johansdotter Syrck och fick med henne i vart fall tre barn; 1768 Birger Fougel, 1771 Gustaf Fougel och 1773 Ulrika Margareta Fougel.

## Utmärkelser
- Serafimermedaljen